# سن بارداری

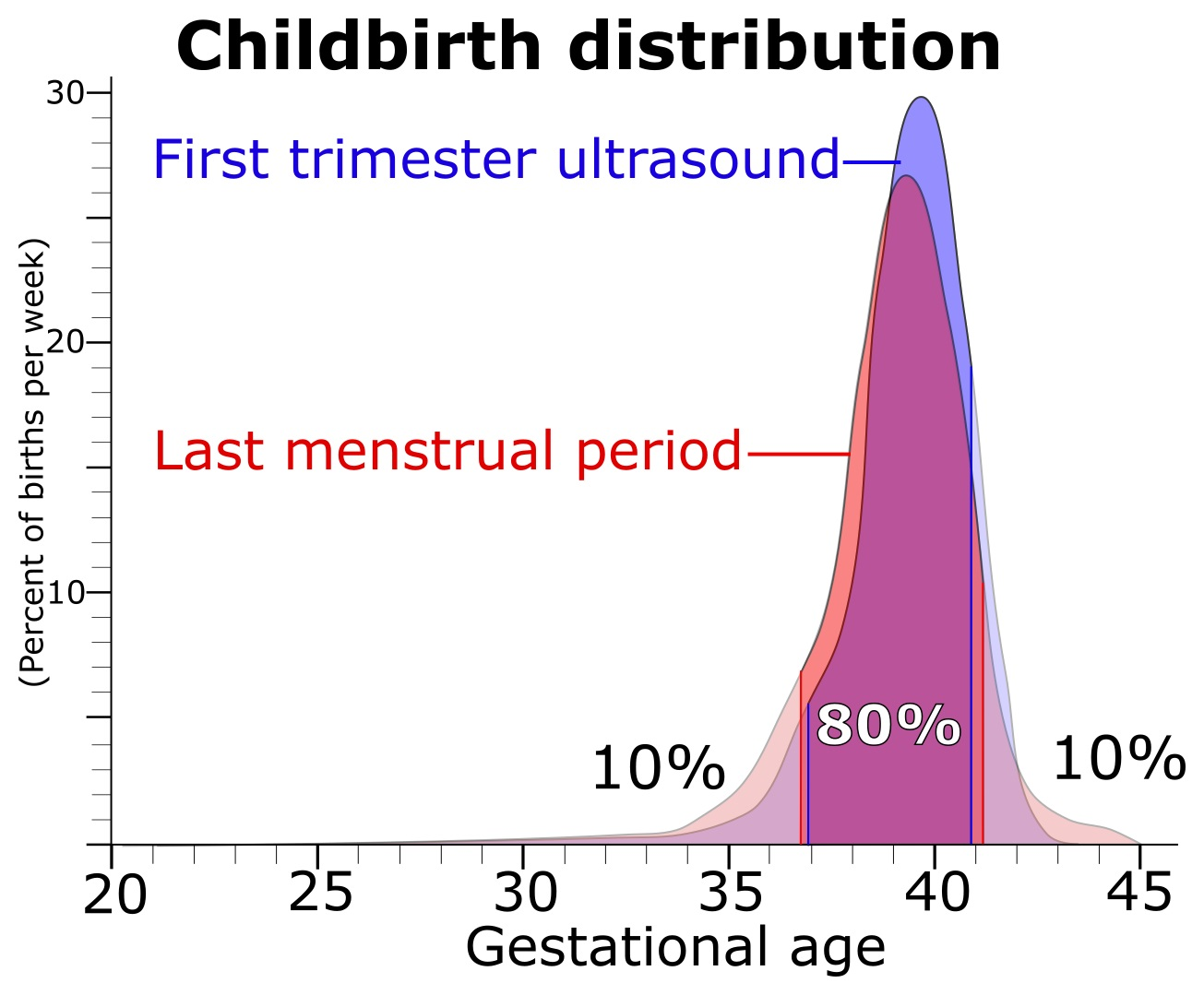
توزیع سن بارداری هنگام زایمان در میان نوزادان زنده تک‌قلو، با توجه به زمانی که سن بارداری توسط سونوگرافی سه‌ماهه اول و به‌طور مستقیم با آخرین دوره قاعدگی برآورد می‌شود.

در مامایی، سن بارداری یا سن حاملگی (به انگلیسی: Gestational age) اندازه‌گیری سن بارداری است که از آغاز آخرین قاعدگی زن (LMP), یا سن متناظر بارداری که با روش دقیق‌تری در صورت وجود برآورد می‌شود، گرفته می‌شود. چنین روش‌هایی شامل اضافه کردن ۱۴ روز به مدت زمان مشخص از زمان لقاح (که در لقاح آزمایشگاهی ممکن است) یا سونوگرافی زنان و زایمان. محبوبیت استفاده از این معیار بارداری تا حد زیادی به دلیل راحتی است: عادت ماهانه معمولاً مشاهده می‌شود، در حالی که به‌طور کلی هیچ راه مناسبی برای تشخیص زمان بارداری یا لانه‌گزینی وجود ندارد.
فهرست کاملی از روش‌ها در جدول زیر آورده شده‌است:
| روش برآورد سن بارداری                                                      | تغییرپذیری (۲ انحراف معیار) |
| -------------------------------------------------------------------------- | --------------------------- |
| روزهای پس از بازیابی تخمک یا انکوباسیون همزمان در لقاح آزمایشگاهی + ۱۴ روز | ± ۱ روز                     |
| روز از تخمک‌گذاری برآوردشده در القای تخمک‌گذاری + ۱۴ روز                     | ± ۳ روز                     |
| روزهای پس از لقاح مصنوعی + ۱۴ روز                                          | ± ۳ روز                     |
| روزهای پس از آمیزش جنسی مجرد + ۱۴ روز                                      | ± ۳ روز                     |
| روز از تخمک‌گذاری برآوردشده توسط رکورد دمای پایه بدن + ۱۴ روز               | ± ۴ روز                     |
| معاینه فیزیکی سه‌ماهه اول                                                   | ± ۲ هفته                    |
| معاینه فیزیکی سه‌ماهه دوم                                                   | ± ۴ هفته                    |
| معاینه فیزیکی سه‌ماهه سوم                                                   | ± ۶ هفته                    |
| سونوگرافی مامایی سه‌ماهه اول (طول تاج تاج)                                  | ± ۸ درصد از برآورد          |
| سونوگرافی سه‌ماهه دوم بارداری (دور سر، طول استخوان ران)                     | ± ۸ درصد از برآورد          |
| سونوگرافی سه‌ماهه سوم بارداری (دور سر، طول استخوان ران)                     | ± ۸ درصد از برآورد          |

## کاربردها
سن بارداری به عنوان مثال برای موارد زیر به کار می‌رود:
- رویدادهای رشد پیش از تولد که معمولاً در سنین بارداری خاص رخ می‌دهد. از این رو، زمان بارداری قرار گرفتن در معرض سم جنین، قرار گرفتن در معرض داروی جنین یا عفونت عمودی قابل انتقال می‌تواند برای پیش‌بینی پیامدهای بالقوه برای جنین مورد استفاده قرار گیرد.
- برآورد تاریخ زایمان
- برنامه‌ریزی مراقبت‌های دوران بارداری
- برآورد زنده‌مانی جنین
- برآورد نتایج آزمایش‌های مختلف پیش از تولد (مثلاً در آزمایش سه‌گانه).
- طبقه‌بندی تولد به عنوان مثال نارس، بهنگام یا دیررس.
- طبقه‌بندی مرگ و میر نوزادان و مرده‌زایی
- پس از تولد (پس از زایمان) برای برآورد عوامل خطر مختلف

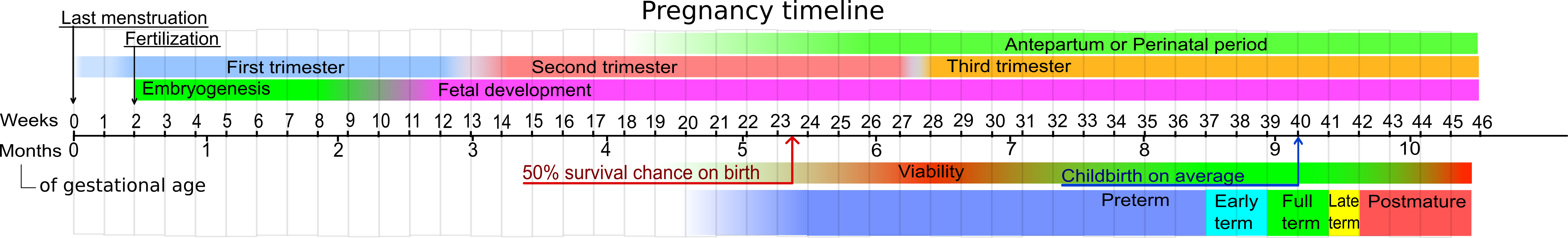
جدول زمانی بارداری بر اساس سن بارداری

مراحل رشد پیش از تولد، نشان دادن زنده‌مانی و نقطه ۵۰ درصد شانس بقا (محدودیت زنده‌مانی) در پایین. هفته‌ها و ماه‌ها بر اساس بارداری شماره‌گذاری شده‌اند.

| هفته‌های کامل بارداری در بدو تولد | ۲۱ و کمتر | ۲۲    | ۲۳     | ۲۴     | ۲۵     | ۲۶     | ۲۷   | ۳۰   | ۳۴   |
| احتمال زنده ماندن                | <1%       | ۰–۱۰٪ | ۱۰–۳۵٪ | ۴۰–۷۰٪ | ۵۰–۸۰٪ | ۸۰–۹۰٪ | >۹۰٪ | >۹۵٪ | >۹۸٪ |

### طبقه‌بندی تولد
مطالعات خانواده‌محور نشان داد که سن بارداری در بدو تولد تا حدی (۴۰–۲۵٪) توسط عوامل ژنتیکی تعیین می‌شود.
با استفاده از سن بارداری، تولدها را می‌توان به دسته‌های کلی طبقه‌بندی کرد:
| سن بارداری در هفته | طبقه‌بندی    |
| ------------------ | ----------- |
| < ۳۷ ۰/۷           | پیش‌زودرس    |
| ۳۴ ۰/۷–۳۶ ۶/۷      | پایان پیش‌رس |
| ۳۷ ۰/۷–۳۸ ۶/۷      | آغاز دوره   |
| ۳۹ ۰/۷–۴۰ ۶/۷      | دوره کامل   |
| ۴۱ ۰/۷–۴۱ ۶/۷      | پایان دوره  |
| > ۴۲ ۰/۷           | پسادوره     |